# Flik 12
A Fliegerkompanie 12 (rövidítve Flik 12, magyarul 12. repülőszázad) az osztrák-magyar légierő egyik repülőszázada volt.

## Története
Az egységet még az első világháború kitörése előtt hozták létre. Bázisa Fischamendben volt, innen 1914. október 1-én Laibachba telepítették át kiképzésre és tartalékként. 1915. június 23-tól az ausztriai Sankt Veit an der Glan repülőterére irányították át, 1916 októberétől pedig Wippachból indult bevetésekre az olasz fronton. 1917 júliusában átszervezték a légierőt, a század hadosztályfelderítői (Divisions-Kompanie) feladatot kapott, rövidítése Flik 12D lett. 1917 októberében a Boroevic-hadseregcsoport alá rendelték és részt vett a 12. isonzói csatában. A Monarchia összeroppanásával végződő második piavei csatában San Vito repülőteréről hajtott végre bevetéseket. 1918-ban egy újabb átalakítás során fotófelderítő századdá (Reihenbildgeräte-Kompanie, Flik 12Rb) szervezték át.
A világháború után a teljes osztrák légierővel együtt felszámolták. 

## Századparancsnokok
- Wilhelm Köppl (Klöpp) százados
- Grúber Árpád százados
- Benno Weber százados
- Maximilian Perini százados

## Ászpilóták
| Név                       | A században szerzett légi győzelem |
| ------------------------- | ---------------------------------- |
| Godwin Brumowski          | 2                                  |
| Benno Fiala von Fernbrugg | 6                                  |
| Összesen:                 | 8 igazolt légi győzelem            |

## Századjelzés
A századjelvény fekvő ovális alakú, fémfelületű, domborműves: alul szalaggal összekötött babérkoszorúban vízszintes, kéttollú légcsavart ábrázol két oldalán FL-12 felirattal.
Az Isonzó-hadsereg alárendeltségében valamennyi repülőszázad gépeinek oldalára, aljára és felső részére a farok felé mutató, ék alakú piros-fehér-piros jelzést festettek.  

## Repülőgépek
A század pilótái a következő típusokat repülték:
- Lohner B.III
- Lohner B.IV
- Hansa-Brandenburg C.I
- Hansa-Brandenburg D.I
- Phönix C.I
- Phönix D.I